# Bitva o Dakar
Bitva o Dakar (krycí název Operation Menace; 23. – 25. září 1940) byla bitva vedená vojsky Svobodných Francouzů pod velením Charlese de Gaulla, kteří byli podporováni ze strany Britů, proti vojskům Vichistické Francie. Cílem bylo ovládnutí města Dakar, po jehož dobytí by mohli Britové užívat místní přístav k ochraně konvojů plujících podél afrického pobřeží. Celá akce měla také svoji politickou důležitost, neboť její úspěšné provedení by zlepšilo postavení vojsk Svobodných Francouzů v severní Africe.

## Před bitvou
V den 22. června 1940 kapitulovala Francie. Celé její rozsáhlé impérium kolonií se náhle ocitlo pod nadvládou Vichistické Francie, která kolaborovala s nacistickým Německem. Většina francouzských vojsk tehdy přistoupila na stranu Vichy. Mnoho vojáků však uprchlo a spojilo se pod vedením Charlese de Gaulla do oddílů takzvaných Svobodných Francouzů. Britský ministerský předseda Winston Churchill podporoval jejich vznik, a proto vymyslel operaci, která byla určená přímo jim – dobytí přístavního města Dakar ve Francouzské Západní Africe. Kdyby se Dakar dostal do rukou Němců, mělo by to katastrofální důsledky pro britské konvoje, které pluly podél afrických břehů (Němci by zde nejspíše vybudovali ponorkovou základnu). Proto vznikla operace „Menace“ („hrozba“).
Plán byl následovný: vojska Svobodných Francouzů podporována britským námořnictvem měla doplout k městu a vyslat delegaci, jíž úkolem bylo přesvědčit posádku o nesmyslnosti odporu a o možnosti kapitulace. Pokud by výzva nebyla přijata, mělo být zahájeno ostřelování a následný výsadek.
Dvanáct dní před výsadkem však Gibraltarem proplula francouzská flotila válečných lodí, jejíž cíl byl Dakar. Britové o tom sice věděli již dříve, ale mlha umožnila většině francouzských lodí uniknout britským pronásledovatelům a v pořádku dorazit do Dakaru, kde zásobily místní posádku. Tato zdařilá operace Vichistické Francie měla obrovský vliv na bitvu o Dakar.

## Bitva
Dne 23. září připlulo britské loďstvo společně s výsadkovými loděmi k přístavu. Téhož dne byla vyslána delegace, která se setkala s guvernérem přístavu. Odpověď na nabídku ke kapitulaci zněla tak, že nabídku nepřijímá a že posádka přístavu bude bojovat do posledního muže. Následně britské lodě zahájily palbu. Kvůli mlze se však musely přiblížit velmi blízko k přístavu, což je činilo zranitelné. Toho využily přístavní pobřežní baterie, které začaly lodě ostřelovat. Navíc se tehdy v přístavu nacházela moderní francouzská bitevní loď Richelieu, která se připojila k pozemním bateriím. Mezitím kvůli mlze a odporu posádky Dakaru byl nucen Charles de Gaulle zrušit výsadek pozemních oddílů. Britská vláda, která viděla rozhodný odpor vojsk vichistické Francie, se po dvou dnech rozhodla akci ukončit.

## Důsledky
Důsledky spojeneckého neúspěchu byly především politické. De Gaulle věřil, že bude schopen přesvědčit vichisty v Dakaru, aby přestoupili na stranu Svobodné Francie. To se však nezdařilo a jeho pozice mezi Spojenci utrpěla. Jeho pošramocenou pověst nedokázala zcela napravit ani úspěšná bitva o Gabon o dva měsíce později. Hlavním územím a základnou Svobodných Francouzů se prozatím musela stát mnohem méně významná a rozvinutá Francouzská rovníková Afrika.